# Haller János (főispán)
Báró hallerkői Haller János (Kerelőszentpál vagy Fehéregyháza, 1626. március 2. – Kerelőszentpál, 1697. február 28.) erdélyi politikus, író, Torda vármegye főispánja.

## Élete
Haller István küküllői főispán, országos tábornok és Kendi Judit fia volt, Haller Gábor naplóíró öccse. Adatok hiányában tanulmányairól semmit sem tudunk, de amint műveltségéből következtethetjük, valószínű, hogy ő is, akárcsak bátyja, külföldi egyetemeken tanult. (A latin nyelven kívül németül, olaszul és franciául tudott.)
Korán lépett a közpályára és folyton emelkedett a hivatali ranglétrán. Nejével, Kornis Katalinnal boldog házasságban élt. 

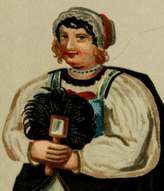
Kornis Katalin

Tagja volt az 1657. november 1-je és 3-a között Gyulafehérváron tartott országgyűlésnek, melyen II. Rákóczi György lemondott a fejedelemségről. 1658-ban Erdélynek két fejedelme volt, Rákóczi és Barcsay. Haller Barcsaynak Bécsbe küldött követe volt; ebben a minőségében állítólag azt terjesztette a császári udvarban Wesselényi Ferenc nádorról, hogy Rákóczi megvesztegette. Gyanítható, hogy Mikola Zsigmond tatár rabsága alatt (1657–1661) előbb helyettes, majd végleg kinevezett főispán volt Torda megyében. 1668-ban mint főispán, ő volt az egyik fejedelmi biztos, amikor a Várad környékéről Tordára betelepített lakosokat az adományozott telkekbe beiktatták. Kemény Jánosnak is híve volt, azután Apafi Mihály alatt is főispán és konziliárius.
1677-ben Béldi Pál rendi ellenállási mozgalmában való részvétele miatt 1678. november 7-én elfogták, és 1679 májusában elítélték. Fogarasi fogsága idején, 1679 és 1683 között írta a Hármas Istoriát és a Békességes türésnek Paizsa című munkáját. A Hármas istória, a korszak legnépszerűbb szépprózai műve, jelentős hatással volt a 18. század népies elbeszélő prózájára, és még a 20. században is széles körben olvasták. Alapjául középkori latin szövegeket használt; az első részben Pszeudo-Kalliszthenész Nagy Sándor történetét, a másodikban a Gesta Romanorum-ot, a harmadikban a Guido da Columna szerkesztette Trója-históriát dolgozta fel.
1684. március 8-án az ország adófelügyelője lett. 1685. október 24-én Apafi negyedmagával Bécsbe küldte az I. Lipóttal kötendő egyezség ügyében. Itt tartózkodott 1686. július 5-én, amikor Lipót elzáratta könnyelmű fiát, Haller Józsefet. Az ő vezetésével fogalmazták meg 1686. június 28-án a császár és a  fejedelem közötti szerződést (Diploma Halleriana). A szerződés, amely szerint Erdély független félként csatlakozik a nemzetközi törökellenes szövetséghez, a császár pedig elismeri Erdély szuverenitását, a fejedelem jogait, a rendek fejedelemválasztási szabadságát és a vallásszabadságot a bevett vallások tekintetében, soha nem lépett hatályba.
Teleki Mihály 1690. augusztus 21-én történt eleste után Haller ismét Torda vármegye főispánja lett. 1691-ben az új kormányszék tagja, mint konziliárius és kincstartó. 1695-ben lemondott tisztségeiről. 70 éves korában hunyt el.
Fiai, István és József 1721-ben grófi rangot kaptak.

## Művei

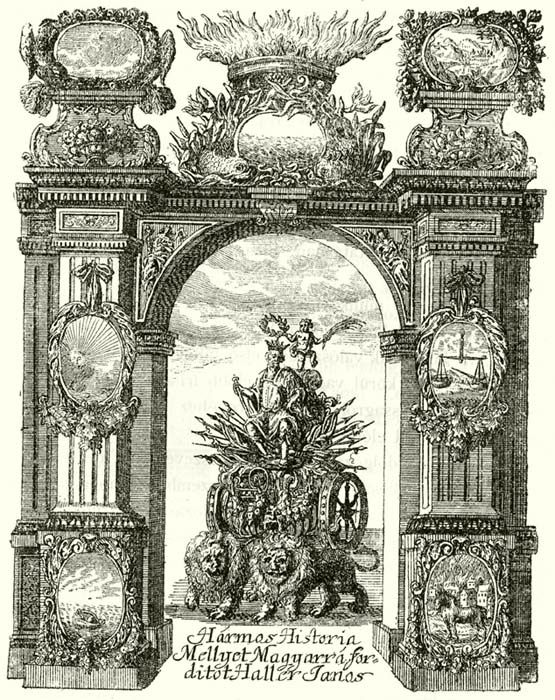
A Hármas istoria címlapja

- Pays, a békeséges türésnek Payssa. Isten kegyelméből minden rendbeli embereknek vigasztalásokra, kik e Világnak álhatatlansága miatt háboruságok-szenvedésire jutottak. Mellyet… Deákból Magyarrá fordított az Korenus Jakab munkájából. És a maga költségén ki-bocsátott Fogaras Várában-Való Rabságában. Nyomtattatott a Csiki-Kalastromban, MDCLXXII
- Hármas Istoria. Kinek Első Része, Nagy Sándornak egynéhány nevezetes dolgait illeti. Második, Jeles Példa-beszédekből áll. Harmadik, A nagy Troja veszedelmének legigazabb Istoriája, Mellyet Fogaras várában Rabságban Magyar nyelvre fordított 1682. esztendőben, és maga költségével ki-nyomtattatott… Kolosvárott 1695 (újabb kiadásai: Pozsony, 1751, 1767; Debrecen, 1765, 1865, Pest, 1795 és Buda, 1757. Nagy Sándor historiája külön)
- H. J. följegyzései 1686–1687-ről. Közli: Szabó Károly (Történelmi Tár 1878. 679–690.)
- Hármas história. Melynek 1. része Világbíró Nagy Sándor dolgait illeti, 2. része Jeles példabeszédekből áll, 3. része A nagy Trója veszedelmének legigazibb históriája; ford. Haller János; Telegdi, Debrecen, 1865
- Gesta Romanorum. Kolozsvár 1695; sajtó alá rend. kiad. Katona Lajos; Franklin, Bp., 1900 (Régi magyar könyvtár)
- Gesta Romanorum avagy Magyarul a rómaiak viselt dolgai és egyéb histórák. Az első kiadás megjelent 1695. évben; sajtó alá rend. Lengyel Dénes; Szent Hilárius, Bp., 1943 (Szent Hilárius könyvek)
- Gesta Romanorum; ford. Haller János, sajtó alá rend. Belia György, vál., utószó Kelecsényi Gábor, ill. Gyulai Líviusz; Magyar Helikon, Bp., 1977
- Hármas história. 1. r. Világbíró Nagy Sándor néhány nevezetes dolgait illeti. 2. r. Jeles párbeszédekből áll. 3. r. A nagy Trója veszedelmének legigazabb históriája; vál., bev. Molnár Szabolcs; Kriterion, Bukarest, 1978 (Téka)
- Nagy Sándor dolgairól. Haller János Hármas Istóriájának I. könyve, Kis Miklós legszebb kiadványának hasonmásával; bemutatja Haiman György; Zrínyi Ny., Bp., 1992
- Hármas istoria, kinek első része Nagy Sandornak egynéhány nevezetes dolgait illeti, második, jeles pelda-beszedekböl áll, harmadik, a' nagy Troja veszedelmenek leg-igazabb istóriája; hasonmás kiad.; Kossuth, Bp., 2004 (Amor librorum)